# The Register
The Register é um sítio de internet britânico de notícias sobre tecnologia. Foi fundado por John Lettice e Mike Magee em 1994 como um boletim chamado "Chip Connection", inicialmente como um serviço de e-mail. Mike Magee deixou o The Register em 2001 para começar o The Inquirer e, posteriormente, a IT Examiner e, em seguida TechEye.